# Apsuona
 (juillet 2021).
Apsuona est un village de la municipalité du district de Kaišiadorys, à 7 km au nord-ouest de Kruonis, en Lituanie.

## Géographie
L'affluent droit du Niémen, l'Apsuona, traverse le village.

## Démographie
| 1959* | 1970* | 1979* | 1989* | 2001* | 2011 |
| ----- | ----- | ----- | ----- | ----- | ---- |
| 20    | 25    | 11    | 10    | 15    | 6    |

## Personnes notables
- L'actrice de théâtre lituanienne Janina Berūkštytė y est née le 17 avril 1929.

## Sources
- (lt) Cet article est partiellement ou en totalité issu de l’article de Wikipédia en lituanien intitulé « Apsuona » (voir la liste des auteurs).

1. ↑  Lietuvos TSR kaimo gyvenamosios vietovės 1959 ir 1970 metais (Visasąjunginių gyventojų surašymų duomenys). Vilnius: Centrinė statistikos valdyba prie Lietuvos TSR Ministrų tarybos, 1974.
2. ↑  Lietuvos TSR kaimo gyvenamosios vietovės (1979 metų Visasąjunginio gyventojų surašymo duomenys). Vilnius: Lietuvos TSR Centrinė statistikos valdyba, 1982.
3. ↑  Kaimo gyvenamosios vietovės (1989 metų Visuotinio gyventojų surašymo duomenys). Vilnius: Lietuvos Respublikos Statistikos departamentas, 1993.
4. ↑  Kauno apskrities gyvenamosios vietovės ir jų gyventojai. Vilnius: Statistikos departamentas, 2002.
5. ↑  Gyventojai gyvenamosiose vietovėse: Lietuvos Respublikos 2011 metų gyventojų ir būstų surašymo rezultatai. Vilnius: Statistikos departamentas, 2013.